# Surattha invectalis
Surattha invectalis là một loài bướm đêm trong họ Crambidae.